# ستانلي شيلدون
ستانلي شيلدون (بالإنجليزية: Stanley Sheldon)‏ هو موسيقي أمريكي، ولد في 19 سبتمبر 1950 في أوتاوا في كندا.

## وصلات خارجية
- الموقع الرسمي